# NGC 1554
NGC 1554 is een ster in het sterrenbeeld Stier. Het hemelobject werd op 14 maart 1868 ontdekt door de Russische astronoom Otto Wilhelm von Struve.

## Synoniemen
- LBN 817
- CED 32A